# Ekaterina Zakharieva
Ekaterina Zakharieva (Екатерина Захариева, en bulgare), née le 8 août 1975 à Pazardjik (Bulgarie), est une femme politique bulgare. Elle est vice-Première ministre et ministre des Affaires étrangères de 2017 à 2021. Elle devient commissaire européenne dans la Commission von der Leyen II en 2024.

## Biographie

### Formation et carrière professionnelle
Après s'être spécialisée en allemand à l'école linguistique Bertolt Brecht de Pazardjik, elle entre à l'université de Plovdiv (en). Elle y étudie le droit et obtient sa maîtrise. De 2001 à 2003, elle pratique le métier d'avocate.
Elle est nommée, en 2003, conseillère juridique du ministère de l'Environnement et des Eaux, puis promue, en 2007, directrice des Services juridiques, administratifs et réglementaires.

### Parcours politique
Le 7 août 2009, elle est choisie par le ministre du Développement régional, Rossen Plevneliev, comme vice-ministre, chargée des Politiques de développement régional. Lorsque Pleneliev devient président de la République de Bulgarie, il la choisit, le 23 janvier 2012, lendemain de son investiture, pour occuper le poste de secrétaire générale de la présidence.

### Ministre
Ekaterina Zakharieva est nommée vice-Première ministre, ministre du Développement régional et des Travaux publics le 12 mars 2013, dans le gouvernement intérimaire de Marin Raïkov. Relevée de ses fonctions le 29 mai avec la constitution du cabinet de Plamen Orecharski, elle les retrouve à la suite de la démission de ce dernier le 6 août 2014. Le 7 novembre Boïko Borissov forme son second gouvernement et elle abandonne de nouveau ses responsabilités ministérielles. Cependant, elle est nommée ministre de la Justice le 18 décembre 2015 dans le cabinet Borissov II. Le 4 mai 2017, elle devient ministre des Affaires étrangères dans le gouvernement Borissov III.

### Commissaire européenne
En 2024, le gouvernement bulgare, seul pays à se conformer à la demande de la présidente de la Commission européenne, propose lors de la formation de la commission von der Leyen II, deux noms pour occuper le mandat de commissaire européen. 
Elle est préférée à Julian Popov par Ursula von der Leyen et devient commissaire européenne chargée des Start-ups, de la Recherche et de l'Innovation. Elle succède, en tant que commissaire originaire de Bulgarie, à Iliana Ivanova. 